# オクターヴ・パンギユイ・ラリドン
オクターヴ・パンギユイ・ラリドン（Octave Penguilly L'Haridon,1811年4月18日 - 1870年11月3日）はフランスの画家である。高級軍人の息子であり、パリ砲兵博物館（Musée de l'Artillerie、1905年にフランス軍事博物館に統合された。）の学芸員も務めた。風景画や歴史画を描いた。

## 略歴
パリで生まれた。父親のパンギユイ・ラリドン卿（François-Marie Penguilly L'Haridon）は軍務官僚でナポレオン戦争から伝統のある「古参近衛隊」で働き、1815年に軍監理官(ancien commissaire des guerres)を任じられ、1830年に男爵に叙階された人物である。

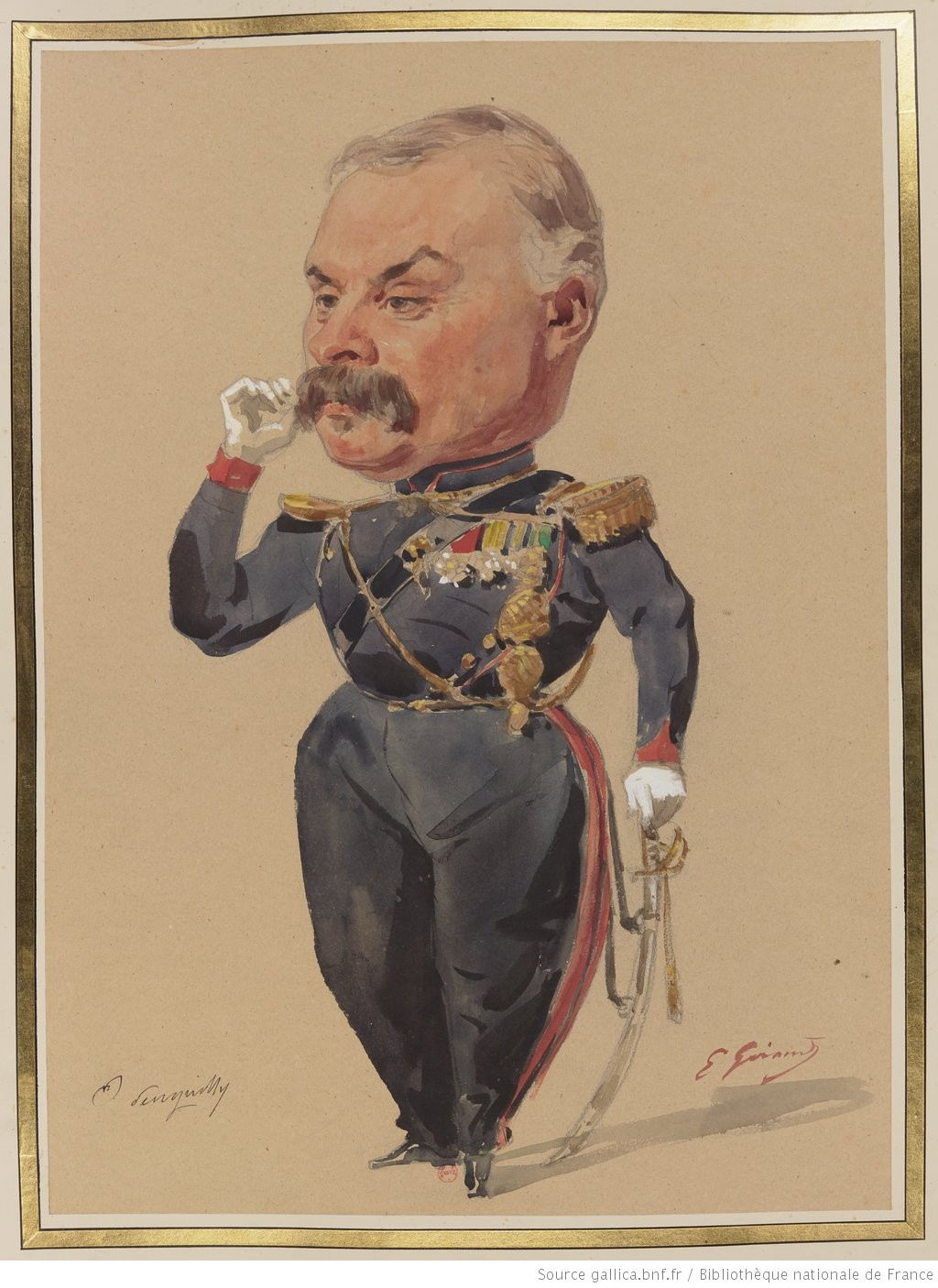
ウジェーヌ・ジローの版画集のパンギユイ・ラリドンのカリカチュア

オクターヴ・パンギユイ・ラリドンは、1831年にエコール・ポリテクニークに入学し、1833年にメスの陸軍砲術学校(École de l'artillerie) に少尉として入学した。軍の将校として昇進し、1856年にパリ砲兵博物館の学芸員に任じられ、1866年に軍を退役するまで軍人として働いた。パリ砲兵博物館の学芸員としては、1862年に博物館に来館したナポレオン3世に新しい資料を案内し、ナポレオン3世に気に入られることによって、博物館の展示品の充実に貢献した。ナポレオン3世が修復したピエールフォン城の鎧のコレクションの管理の仕事にも任じられた。博物館の収蔵品目録を出版した。
1851年にレジオンドヌール勲章（シュヴァリエ）を受勲し、1862年にレジオンドヌール勲章（オフィシエ）を受勲した。
軍人として働くとともに画家としての活動もした。砲術学校の時代の1834年に美術愛好家の展覧会で入選し、1835年からは戦争画を得意とする画家、ニコラ＝トゥサン・シャルレのもとで修行し、展覧会に出展するようになった。1840年代に入って注目される画家と認められるようになり、パリのサロンに毎年出展するようになった。その風景画は詩人のシャルル・ボードレールに賞賛され、皇帝の家族もパンギユイ・ラリドンの絵画を購入した。

## 作品

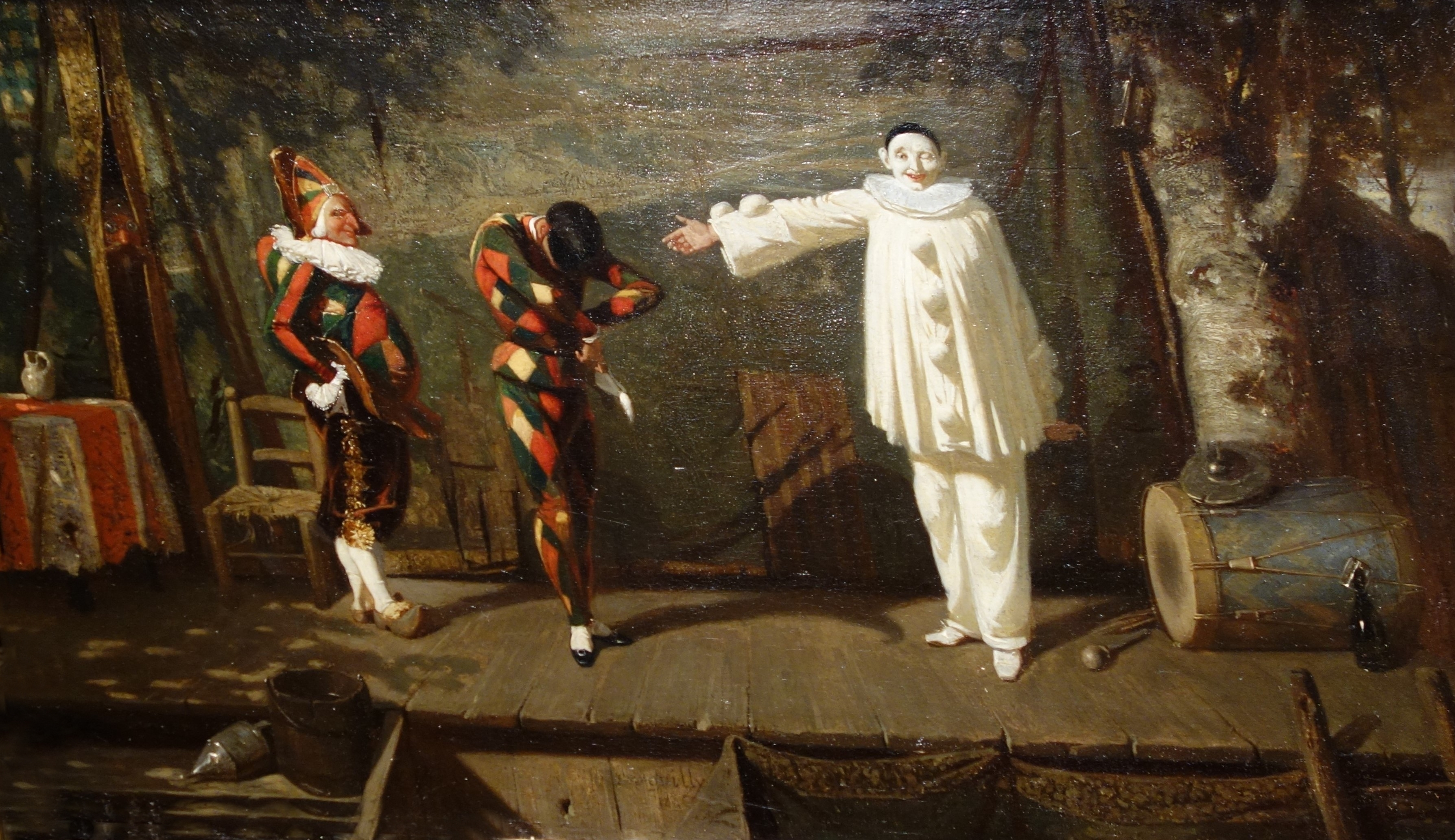
"Parade" (1846) サント・クロワ美術館 蔵
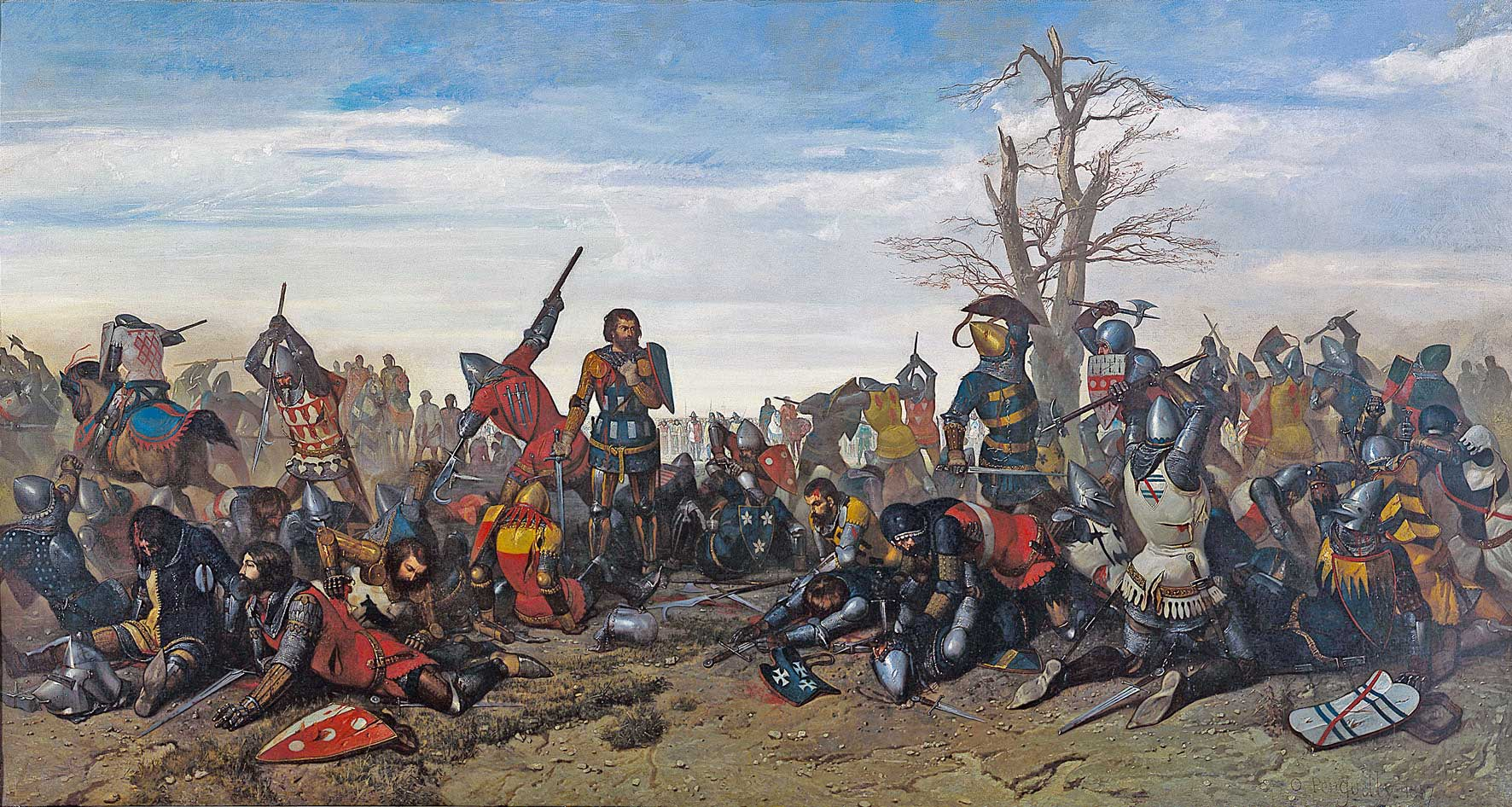
30人の戦い (1857) カンペール美術館 蔵
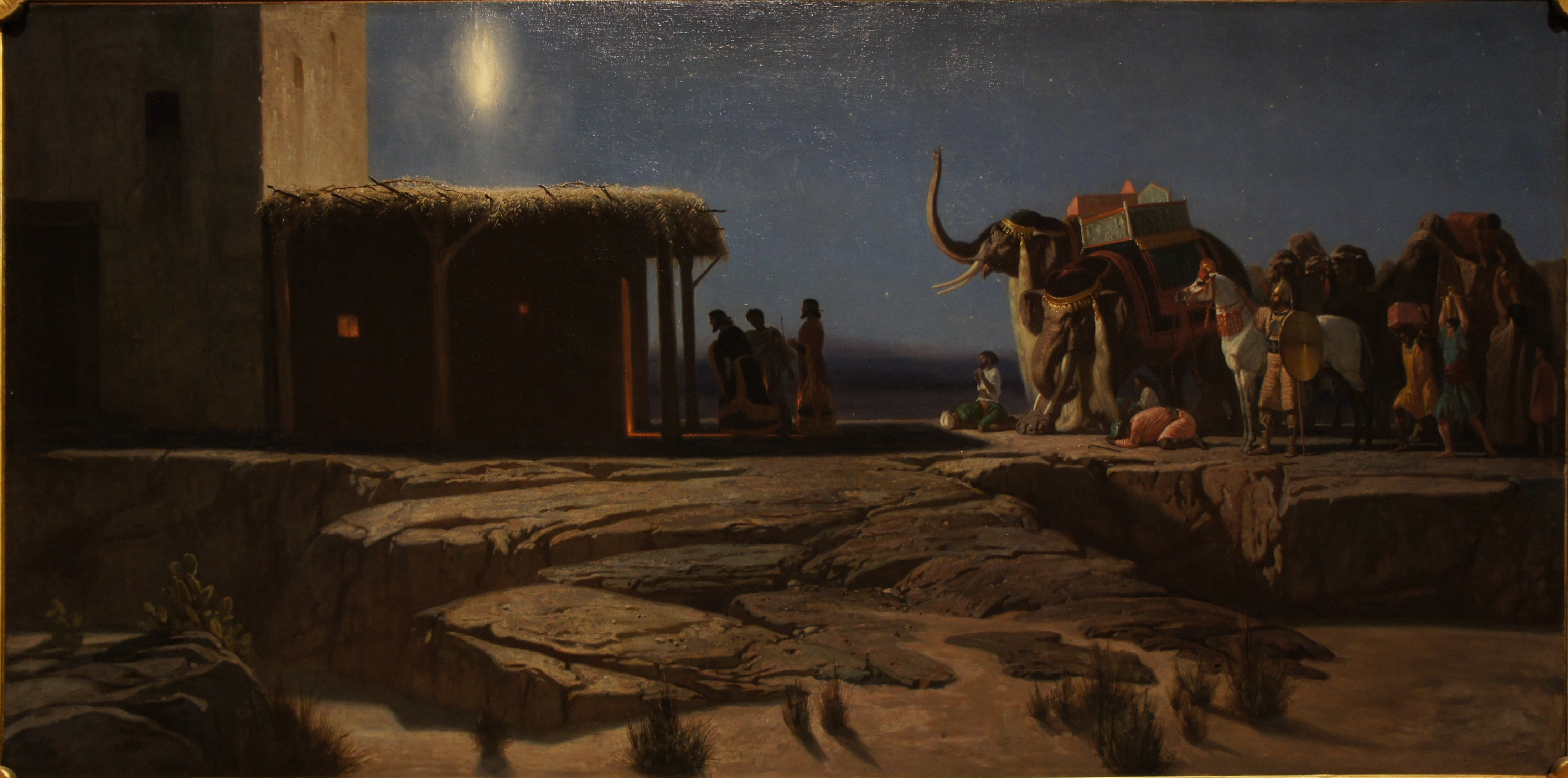
東方の三博士のベツヘレム到着 (1864) ランス美術館 蔵

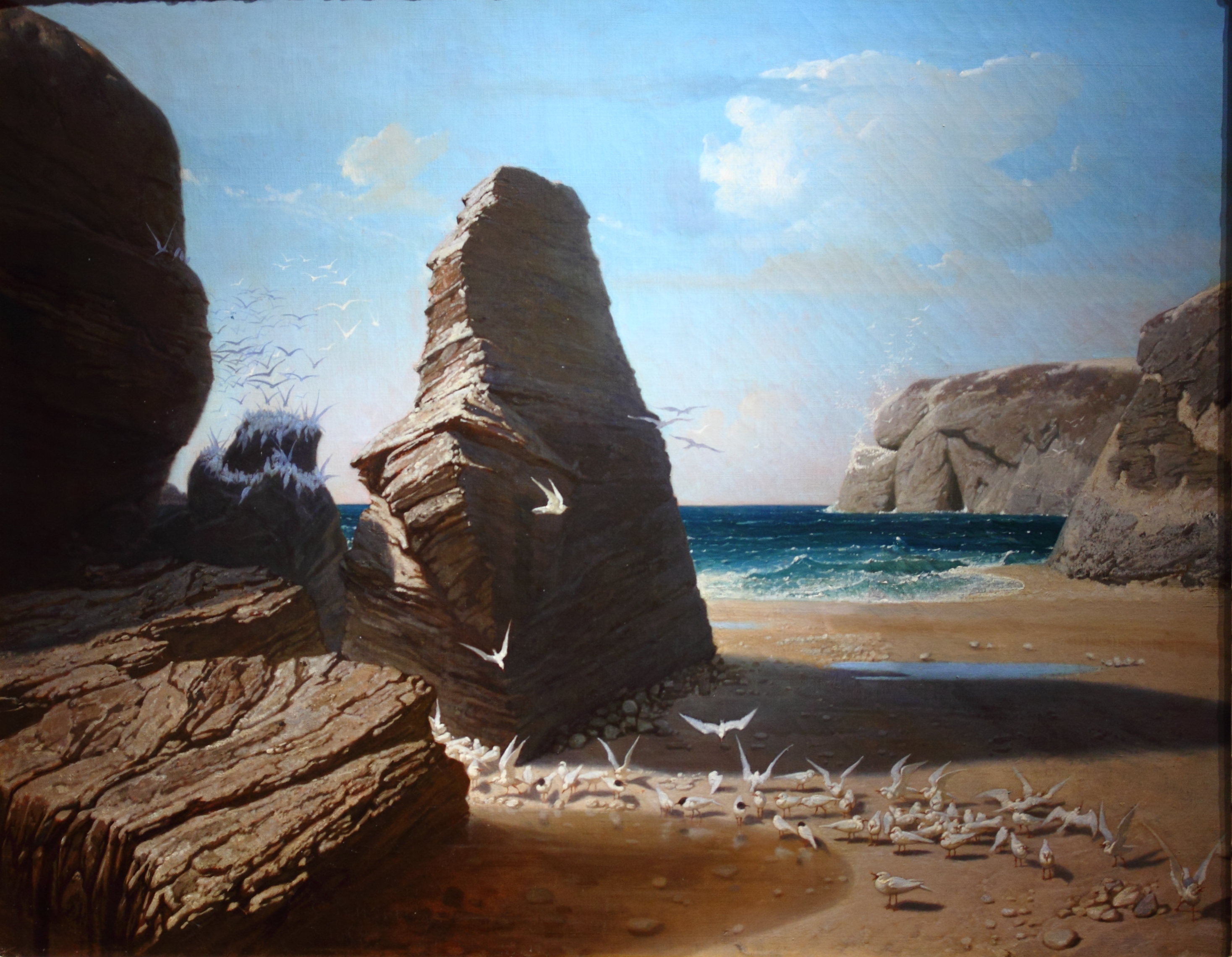
Les Petites mouettes, rivage de Belle-Isle en mer (1858), レンヌ美術館 蔵
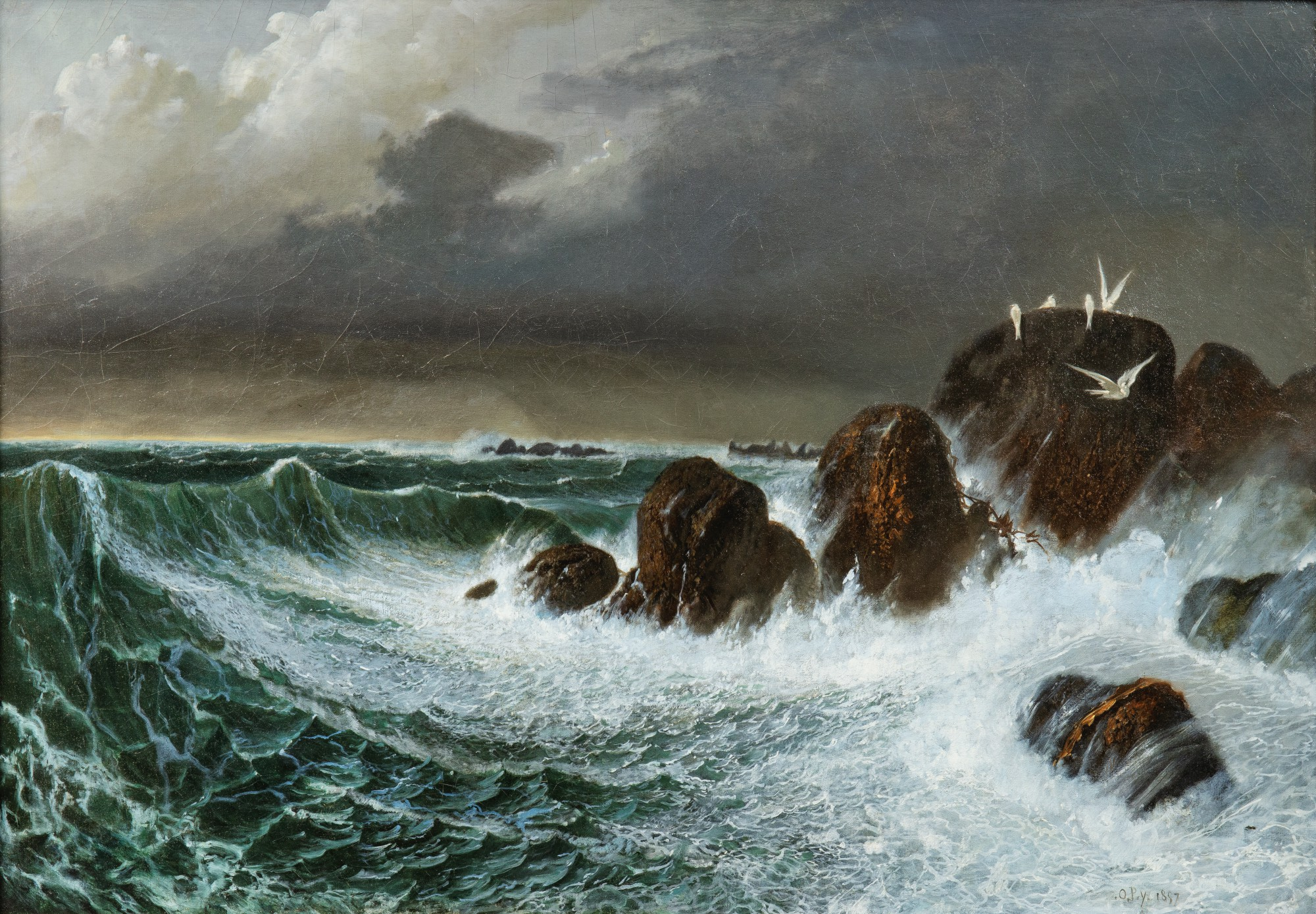
嵐の中のカモメ
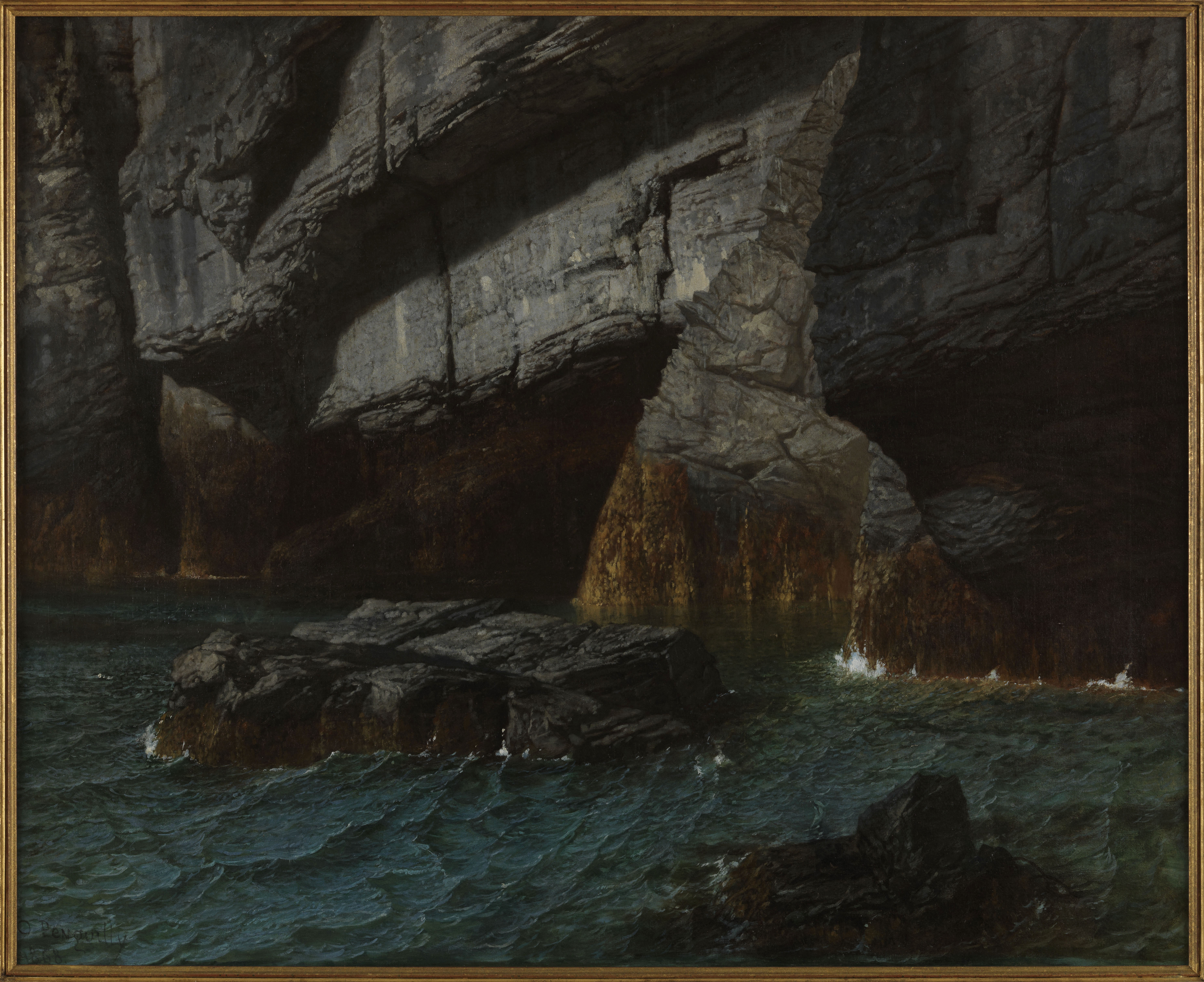
"Côtes de Belleville" プティ・パレ 蔵